# Chính phủ Duy tân Trung Hoa Dân Quốc
Chính phủ Duy tân Trung Hoa Dân Quốc (tiếng Trung: 中華民國維新政府, Zhōnghuá Mínguó Wéixīn Zhèngfǔ; tiếng Nhật: 中華民国維新政府, Chūkaminkoku Ishin Seifu) là một chính phủ được Đế quốc Nhật Bản thành lập và bảo hộ, tồn tại ở Trung Quốc trong thời kỳ giữa 1938–1940 trong chiến tranh Trung-Nhật lần thứ hai.

## Lịch sử
Sau sự rút lui của các lực lượng của Quốc dân Đảng ở Nam Kinh vào năm 1938, sau thất bại của mình tại trận Nam Kinh, Đại bản doanh Nhật Bản cho phép thành lập một chính quyền hợp tác kiểm soát, ít nhất là trên danh nghĩa, tại những vùng bị chiếm đóng bởi người Nhật tại miền Trung và miền Nam Trung Quốc. Trước đó, Hoa Bắc đã được người Nhật đặt dưới một chính quyền riêng biệt, Chính phủ lâm thời Trung Hoa Dân quốc, từ tháng 12 năm 1937.

## Lực lượng vũ trang
Quân đội Chính phủ Duy tân ban đầu bao gồm khoảng 10.000 người khi thành lập, và sau đó tăng lên 30.000 vào năm 1939. Binh sĩ của quân đội này không được người Nhật coi là không đáng tin cậy bởi đào tạo kém và thiếu trang bị. Một học viện quân sự đã được thành lập với một lớp ban đầu gồm vài trăm học viên, để cung cấp cho một lực lượng sĩ quan đáng tin cậy "chưa được biết đến" bởi hoạt động trước đây trong Quốc dân Cách mệnh Quân. Tuy nhiên, Quân đội Chính phủ Duy tân phần lớn không đủ năng lực và được báo cáo là đã thao chạy khỏi quân nổi dậy mà họ gặp phải. Một lực lượng hải quân nhỏ cũng được thành lập để tuần tra các con sông và bờ biển với một số tàu nhỏ, dẫn đầu là một đô đốc bị phế truất của hải quân Quốc gia. Ngoài ra, một lực lượng không quân đã được lên kế hoạch thành lập và một số tàu lượn huấn luyện đã được mua từ Nhật Bản, nhưng nó không được hình thành vào thời điểm chính phủ được sáp nhập.